# Слобода-Кухарская
Слобода-Кухарская (укр. Слобода-Кухарська) — село, входит в Иванковский район Киевской области Украины.
Население по переписи 2001 года составляло 116 человек. Почтовый индекс — 07201. Телефонный код — 4591. Занимает площадь 1 км². Код КОАТУУ — 3222081307.

## Местный совет
07244, Київська обл., Іванківський р-н, с. Заруддя